# Marko Vovčok
Marko Vovčok, pseudonimo di Marija Vilinskаja (in ucraino Маркo Вовчoк?, in russo Мария Александровна Вилинская?, Marija Aleksandrovna Vilinskaja; Ekaterininskoe, 22 dicembre 1833 – Nal'čik, 10 agosto 1907), è stata una scrittrice ucraina, l'inauguratrice del realismo nella letteratura ucraina.

## Biografia
Marija Vilinskaja nacque nel 1833 nel governatorato di Orël (Impero russo), nella famiglia di un ufficiale dell'esercito e una nobildonna.
La ragazza aveva un talento per le lingue sin dalla tenera età e si dice che parlasse fluentemente russo, polacco, francese e ucraino. Questo non è sorprendente, i genitori di Marija erano persone istruite, amavano il canto e la musica. Quindi in famiglia, insieme ai suoi fratelli, la ragazza ha ricevuto la sua istruzione primaria. Suo padre era un colonnello in pensione, Oleksandr Oleksijovič Vilinskij, e sua figlia lo amava, ma non ricordava quasi: nel giugno 1840 morì quando Maria aveva 7 anni. Dopo un po' di tempo, la madre della ragazza, Paraskovija Petrivna, si è risposata. Ma l'uomo si è rivelato essere un ubriacone, quindi per salvare sua figlia, l'ha mandata in un collegio privato. È cresciuta in un convitto privato a Charkiv. Dopo aver perso suo padre all'età di 7 anni, crebbe nella tenuta di sua zia e successivamente mandata a studiare, prima a Charkov (ora Kharkiv, Ucraina), e poi a Orël. Nel 1851 si trasferì in Ucraina, dopo aver sposato Afanasyj Markovyč, un folclorista ed etnografo che era membro della Confraternita dei santi Cirillo e Metodio. Dal 1851 al 1858 visse a Černihiv, Kiev e Nemyriv, assistendo il marito nel suo lavoro etnografico e imparando la cultura e la lingua ucraina.

## La vita privata
Alla fine di gennaio 1851, Marija Vilinskaja e Opanas Markovič si sposarono. Marija aveva 17 anni. Loro sono andati in Ucraina in cerca di una vita migliore. Si stabilirono a Černihiv. Qui Opanas Markovich, fortunatamente, ha ottenuto la posizione di correttore di bozze di un giornale con un buon stipendio. Tuttavia, la famiglia non aveva abbastanza soldi - non potevano risparmiare; ma senza molti soldi, spesso aiutavano i più poveri di loro. Nel 1855 si trasferirono a Nemyriv, dove Opanas Markovič insegnava la geografia in una scuola locale.

## Carriera

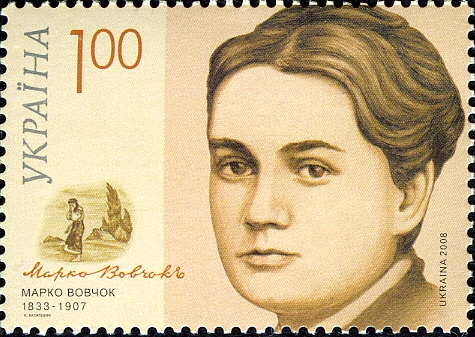
Timbro postale ucraino dedicato a Marko Vovčok

Nel 1857 Marko Vovčok scrisse Racconti del popolo (in ucraino: Народні оповідання, Narodni opovidannja), inaugurando il realismo ucraino. Elementi di realismo compaiono principalmente nei suoi racconti che descrivevano la vita di villaggio e la società contemporanea: i contadini che vivevano in condizioni di schiavitù e la difficile situazione delle donne. Incontrò immediatamente consensi negli ambienti letterari ucraini - in particolare da Taras Hryhorovyč Ševčenko e Panteleimon Kuliš - e in Russia, dopo che Ukraïnskie narodnje rasskazy (1859) fu tradotto in russo e curato da Ivan Sergeevič Turgenev. Dopo un breve soggiorno a San Pietroburgo nel 1859, Marko Vovčok si trasferì in Europa centrale, risiedendo in Germania, Francia, Italia e Svizzera. La storia "Institutka" è il risultato più eccezionale di Marko Vovčok del primo periodo di creatività. Pubblicato per la prima volta in traduzione russa nelle "Note patriottiche" (1860) e nella lingua originale in rivista di lingua ucraina "Osnova" (1862), il romanzo divenne noto nel manoscritto. Inizialmente, l'opera si chiamava "Pannočka. "Institutka" è la prima storia sociale e domestica della letteratura ucraina, in cui, rispetto ai racconti brevi, la scrittrice ha avuto l'opportunità di rappresentare la vita in modo più ampio, per rivelare immagini più profonde. Dal 1867 al 1878 visse di nuovo a San Pietroburgo, dove a causa del divieto dell'uso della lingua ucraina scrisse e tradusse per riviste russe. Vovčok scrisse in russo il romanzo Živaja duša (L'anima vivente, 1868), Zapiski pričjotnika (Note di un diacono minore, 1870), V gluši (Nei boschi, 1875) e molti altri. Dal 1878 visse nel Caucaso settentrionale e tra il 1885 e il 1893, nel Governatorato di Kiev, dove proseguì con il suo lavoro sul folklore ucraino e sulla la creazione di un dizionario. All'inizio del 1900 Mariya Vilinska ristabilì il contatto con gli editori ucraini. 
Il suo pseudonimo, Marko Vovčok, fu inventato da Panteleimon Kuliš. Nel suo diario, Dostoevskij scrisse ampiamente su uno dei racconti di Marko Vovčok, Maša.  Oltre a scrivere romanzi e racconti, Marko Vovčok fece traduzioni dal francese al russo e all'ucraino, comprese le opere di Jules Verne. 
Morì il 10 agosto 1907 a Nal'čik, nell'Impero russo.

## Opere
- Narodni opovidannja (1857)
- Ukrainskie narodnyje rasskazy (1859)
- Institutka (1860-62)
- Dev"jat' brativ i desjata sestrytsja Halja (1863)
- Karmeljuk (1865)
- Živaja duša (1868)
- Zapiski pričjotnika (1870)
- Marusja (1871)
- V gluši (1875)